# گرگوریو بلاسکو
گرگوریو بلاسکو (انگلیسی: Gregorio Blasco; ۱۰ ژوئن ۱۹۰۹ – ۳۱ ژانویهٔ ۱۹۸۳) بازیکن فوتبال اهل اسپانیا بود.
از باشگاه‌هایی که در آن بازی کرده‌است می‌توان به باشگاه فوتبال ریور پلاته و باشگاه فوتبال اتلتیک بیلبائو اشاره کرد.
وی همچنین در تیم‌های ملی فوتبال اسپانیا و باسک بازی کرده‌است.